# گمینا سمووجنو
گمینا سمووجنو (به لهستانی:  Gmina Smołdzino) یک گمینا در لهستان است که در شهرستان سووپسک واقع شده‌است. گمینا سمووجنو ۲۵۷٫۲۴ کیلومتر مربع مساحت و ۳٬۴۷۸ نفر جمعیت دارد.